# Sparattosyce
Sparattosyce är ett släkte av mullbärsväxter. Sparattosyce ingår i familjen mullbärsväxter.
Kladogram enligt Catalogue of Life:
| Sparattosyce | \| \| Sparattosyce balansae \| \| \| \| \| \| Sparattosyce dioica \| \| \| \| |
|              | \| \| Sparattosyce balansae \| \| \| \| \| \| Sparattosyce dioica \| \| \| \| |
|              | Sparattosyce balansae                                                         |
|              |                                                                               |
|              | Sparattosyce dioica                                                           |
|              |                                                                               |